# Championnat d'Irlande de football gaélique 2010
Navigation
Édition précédente Édition suivante
Le championnat d'Irlande de football gaélique 2010 (2010 All-Ireland Senior Football Championship) est le championnat inter-comté de football gaélique dispute au cours du printemps et de l'été 2010. Il oppose 33 équipes représentant 31 des 32 comtés irlandais (le comté de Kilkenny ne participant pas aux épreuves inter-comté de football gaélique) et deux équipes non-irlandaises, Londres et New-York.
Le tirage au sort des matchs a été effectué le 22 octobre 2009 . La finale du championnat aura lieu comme le veut la tradition à Croke Park le troisième samedi de septembre (soit le 19 septembre 2010).

## Organisation de la compétition
Le Championnat d'Irlande de football gaélique 2010 se déroule en deux temps. 
- La première partie de la compétition se déroule sous la forme d'un championnat provincial dans chacune des quatre provinces irlandaises ; Londres et New York étant engagés dans le championnat du Connacht. La compétition se déroule sous la forme d’une épreuve à élimination directe. Les quatre champions provinciaux étant ensuite qualifiés directement pour les quarts de finale du All-Ireland.
- La deuxième partie est le All-Ireland à proprement parler.
  - Les 16 équipes éliminées avant de parvenir aux demi-finales provinciales se rencontrent au premier tour du All-Ireland. L’équipe de New York ne participe pas au All-Ireland proprement dit. **le deuxième tour voit se rencontrer les huit vainqueur du premier tour et les huit équipes éliminées au stade des demi-finales provinciales.
  - Le troisième tour oppose entre elles les huit équipes sorties vainqueur du deuxième tour.
  - Le quatrième tour oppose les quatre équipes vainqueur du troisième tour aux quatre équipes ayant perdu en finale des championnats provinciaux.
  - Les quarts de finale opposent les quatre vainqueurs du quatrième tour aux quatre vainqueurs des championnats provinciaux.
  - Les vainqueurs des quarts de finale se qualifient pour les demi-finales et les deux vainqueurs de celles-ci pour la finale.

## Les championnats provinciaux

### Munster Senior Football Championship

#### Tableau
|  | Quarts de finale | Quarts de finale |              |      | Demi-finales | Demi-finales |  |  | Finale | Finale |
|  | Quarts de finale | Quarts de finale |              |      | Demi-finales | Demi-finales |  |  | Finale | Finale |
|  |                  |                  |              |      |              |              |  |  |        |        |
|  |                  |                  |              |      |              |              |  |  |        |        |
|  |                  |                  |              |      |              |              |  |  |        |        |
|  | Waterford GAA    | 1-10             |              |      |              |              |  |  |        |        |
|  | Waterford GAA    | 1-10             |              |      |              |              |  |  |        |        |
|  | Clare GAA        | 0-9              |              |      |              |              |  |  |        |        |
|  | Clare GAA        | 0-9              | Limerick GAA | 1-17 |              |              |  |  |        |        |
|  |                  |                  | Limerick GAA | 1-17 |              |              |  |  |        |        |
|  |                  | Waterford GAA    | 1-9          |      |              |              |  |  |        |        |
|  |                  | Waterford GAA    | 1-9          |      |              |              |  |  |        |        |
|  |                  |                  |              |      |              |              |  |  |        |        |
|  |                  |                  |              |      |              |              |  |  |        |        |
|  | Limerick GAA     | 1-14             |              |      |              |              |  |  |        |        |
|  | Limerick GAA     | 1-14             |              |      |              |              |  |  |        |        |
|  |                  | Kerry GAA        | 1-17         |      |              |              |  |  |        |        |
|  |                  | Kerry GAA        | 1-17         |      |              |              |  |  |        |        |
|  |                  |                  |              |      |              |              |  |  |        |        |
|  |                  |                  |              |      |              |              |  |  |        |        |
|  | Cork GAA         | 1-14             |              |      |              |              |  |  |        |        |
|  | Cork GAA         | 1-14             |              |      |              |              |  |  |        |        |
|  |                  | Kerry GAA        | 1-15         |      |              |              |  |  |        |        |
|  | Tipperary GAA    | Kerry GAA        | 1-15         | 2-6  |              |              |  |  |        |        |
|  | Tipperary GAA    |                  |              | 2-6  |              |              |  |  |        |        |
|  | Kerry GAA        | 2-18             |              |      |              |              |  |  |        |        |
|  | Kerry GAA        | 2-18             |              |      |              |              |  |  |        |        |

#### Matchs
| Quart de finale | Tipperary GAA                                                      | '2-6 – 2-18' | Kerry GAA                                                                                                 | Semple Stadium, Thurles                             |                                                     |
| 16 mai 2010     | B Grogan 1-3, P Austin 1-0, P Acheson, G Hannigan, B Mulvihill 0-1 |              | B Sheehan 2-5, C Cooper 0-5, P Galvin, BJ Keane 0-2, K Donaghy, Declan O'Sullivan, D Walsh, S Scanlon 0-1 | Spectateurs : 4 965 Arbitrage : D. Coldrick (Meath) | Spectateurs : 4 965 Arbitrage : D. Coldrick (Meath) |
| 16 mai 2010     | Rapport                                                            |              | | Spectateurs : 4 965 Arbitrage : D. Coldrick (Meath) | Spectateurs : 4 965 Arbitrage : D. Coldrick (Meath) |

| Quart de finale | Waterford GAA                                                                | '1-10' – 0-9 | Clare GAA                                              | Fraher Field, Dungarvan |                       |
| 23 mai 2010     | G Hurney 1-1, B Wall, P Hurney 0-3, W Hennessy, T Prendergast, R Ahearne 0-1 |              | D Tubridy 0-4, G Brennan, M O'Shea 0-2, A Clohessy 0-1 | Arbitrage : A. Mangan   | Arbitrage : A. Mangan |
| 23 mai 2010     | Rapport                                                                      |              |                                                        | Arbitrage : A. Mangan   | Arbitrage : A. Mangan |

| Demi-finale | Waterford GAA                                                                  | '1-9 - 1-17' | Limerick GAA | Fraher Field, Dungarvan        |                                |
| 6 juin 2010 | B Wall 0-4, G Hurney 1-0, T Grey 0-2, C McGrath, R Ahearne, K Power 0-1 chacun |              | G Collins 1-4, I Ryan, C Fitzgerald 0-3, S Lavin 0-2, M O'Riordan, P Browne, S Buckley, S Kelly, E O'Connor 0-1 | Arbitrage : S. Doyle (Wexford) | Arbitrage : S. Doyle (Wexford) |
| 6 juin 2010 | Rapport                                                                        |              | | Arbitrage : S. Doyle (Wexford) | Arbitrage : S. Doyle (Wexford) |

| Demi-finale | Kerry GAA                                                                         | 0-15 - 0-15 | Cork GAA                                                                                             | Fitzgerald Stadium, Killarney                       |                                                     |
| 6 juin 2010 | B Sheehan 0-6, C Cooper 0-4, T O’Se 0-2, Declan O'Sullivan, BJ Keane, A Maher 0-1 |             | P Kerrigan, D Goulding, P Kissane 0-3, D O'Connor 0-2, P Kelly, P O'Neill, A O'Connor, C O'Neill 0-1 | Spectateurs : 35 782 Arbitrage : P. Hughes (Armagh) | Spectateurs : 35 782 Arbitrage : P. Hughes (Armagh) |
| 6 juin 2010 | Rapport                                                                           |             | | Spectateurs : 35 782 Arbitrage : P. Hughes (Armagh) | Spectateurs : 35 782 Arbitrage : P. Hughes (Armagh) |

| Demi-finale, match rejoué | Kerry GAA                                                                               | '1-15' - 1-14 | Cork GAA                                                                                           | Páirc Uí Chaoimh, Cork                                 |                                                        |
| 12 juin 2010              | C Cooper 0-6, K Donaghy 1-1, B Sheehan 0-3, Declan O'Sullivan, BJ Keane 0-2, M O’Se 0-1 |               | D Goulding 1-3, D O'Connor 0-4, C Sheehan 0-2, M Shields, P Kelly, F Goold, N O'Leary, J Hayes 0-1 | Spectateurs : 26 486 Arbitrage : P McEnaney (Monaghan) | Spectateurs : 26 486 Arbitrage : P McEnaney (Monaghan) |
| 12 juin 2010              | Rapport                                                                                 |               | | Spectateurs : 26 486 Arbitrage : P McEnaney (Monaghan) | Spectateurs : 26 486 Arbitrage : P McEnaney (Monaghan) |

| Finale         | Limerick GAA | –   | Kerry GAA | Fitzgerald Stadium, Killarney |  |
| 4 juillet 2010 |              | (–) |           |                               |  |

### Leinster Senior Football Championship

#### Tableau
|  | Huitièmes de finale | Huitièmes de finale |             |      | Quarts de finale | Quarts de finale |  |  | Demi-finales | Demi-finales |  |  | Finale | Finale |
|  | Huitièmes de finale | Huitièmes de finale |             |      | Quarts de finale | Quarts de finale |  |  | Demi-finales | Demi-finales |  |  | Finale | Finale |
|  |                     |                     |             |      |                  |                  |  |  |              |              |  |  |        |        |
|  |                     |                     |             |      |                  |                  |  |  |              |              |  |  |        |        |
|  |                     |                     |             |      |                  |                  |  |  |              |              |  |  |        |        |
|  | Louth GAA           | 1-11                |             |      |                  |                  |  |  |              |              |  |  |        |        |
|  | Louth GAA           | 1-11                |             |      |                  |                  |  |  |              |              |  |  |        |        |
|  | Longford GAA        | 1-7                 |             |      |                  |                  |  |  |              |              |  |  |        |        |
|  | Longford GAA        | 1-7                 | Louth GAA   | 1-22 |                  |                  |  |  |              |              |  |  |        |        |
|  |                     |                     | Louth GAA   | 1-22 |                  |                  |  |  |              |              |  |  |        |        |
|  |                     | Kildare GAA         | 1-16        |      |                  |                  |  |  |              |              |  |  |        |        |
|  |                     | Kildare GAA         | 1-16        |      |                  |                  |  |  |              |              |  |  |        |        |
|  |                     |                     |             |      |                  |                  |  |  |              |              |  |  |        |        |
|  |                     |                     |             |      |                  |                  |  |  |              |              |  |  |        |        |
|  | Louth GAA           | 1-15                |             |      |                  |                  |  |  |              |              |  |  |        |        |
|  | Louth GAA           | 1-15                |             |      |                  |                  |  |  |              |              |  |  |        |        |
|  |                     | Westmeath GAA       | 2-10        |      |                  |                  |  |  |              |              |  |  |        |        |
|  | Wicklow GAA         | Westmeath GAA       | 2-10        | 3-13 |                  |                  |  |  |              |              |  |  |        |        |
|  | Wicklow GAA         |                     |             | 3-13 |                  |                  |  |  |              |              |  |  |        |        |
|  | Carlow GAA          | 0-12                |             |      |                  |                  |  |  |              |              |  |  |        |        |
|  | Carlow GAA          | 0-12                | Wicklow GAA | 1-11 |                  |                  |  |  |              |              |  |  |        |        |
|  |                     |                     | Wicklow GAA | 1-11 |                  |                  |  |  |              |              |  |  |        |        |
|  |                     | Westmeath GAA       | 0-15        |      |                  |                  |  |  |              |              |  |  |        |        |
|  |                     | Westmeath GAA       | 0-15        |      |                  |                  |  |  |              |              |  |  |        |        |
|  |                     |                     |             |      |                  |                  |  |  |              |              |  |  |        |        |
|  |                     |                     |             |      |                  |                  |  |  |              |              |  |  |        |        |
|  | Louth GAA           |                     |             |      |                  |                  |  |  |              |              |  |  |        |        |
|  |                     |                     |             |      |                  |                  |  |  |              |              |  |  |        |        |
|  |                     | Meath GAA           |             |      |                  |                  |  |  |              |              |  |  |        |        |
|  | Meath GAA           | 1-20                |             |      |                  |                  |  |  |              |              |  |  |        |        |
|  | Meath GAA           | 1-20                |             |      |                  |                  |  |  |              |              |  |  |        |        |
|  | Offaly GAA          | 2-7                 |             |      |                  |                  |  |  |              |              |  |  |        |        |
|  | Offaly GAA          | 2-7                 | Meath GAA   | 2-14 |                  |                  |  |  |              |              |  |  |        |        |
|  |                     |                     | Meath GAA   | 2-14 |                  |                  |  |  |              |              |  |  |        |        |
|  |                     | Laois GAA           | 0-10        |      |                  |                  |  |  |              |              |  |  |        |        |
|  |                     | Laois GAA           | 0-10        |      |                  |                  |  |  |              |              |  |  |        |        |
|  |                     |                     |             |      |                  |                  |  |  |              |              |  |  |        |        |
|  |                     |                     |             |      |                  |                  |  |  |              |              |  |  |        |        |
|  | Meath GAA           | 5-9                 |             |      |                  |                  |  |  |              |              |  |  |        |        |
|  | Meath GAA           | 5-9                 |             |      |                  |                  |  |  |              |              |  |  |        |        |
|  |                     | Dublin GAA          | 0-13        |      |                  |                  |  |  |              |              |  |  |        |        |
|  |                     | Dublin GAA          | 0-13        |      |                  |                  |  |  |              |              |  |  |        |        |
|  |                     |                     |             |      |                  |                  |  |  |              |              |  |  |        |        |
|  |                     |                     |             |      |                  |                  |  |  |              |              |  |  |        |        |
|  | Wexford GAA         | 0-15                |             |      |                  |                  |  |  |              |              |  |  |        |        |
|  | Wexford GAA         | 0-15                |             |      |                  |                  |  |  |              |              |  |  |        |        |
|  |                     | Dublin GAA          | 2-16        |      |                  |                  |  |  |              |              |  |  |        |        |
|  |                     | Dublin GAA          | 2-16        |      |                  |                  |  |  |              |              |  |  |        |        |
|  |                     |                     |             |      |                  |                  |  |  |              |              |  |  |        |        |
|  |                     |                     |             |      |                  |                  |  |  |              |              |  |  |        |        |
|  |                     |                     |             |      |                  |                  |  |  |              |              |  |  |        |        |

#### Matchs
| Tour préliminaire | Wicklow GAA                                                                      | 3-13 – 0-12 | Carlow GAA                                                   | O'Moore Park, Portlaoise         |                                  |
| 16 mai 2010       | L Glynn 1-4, T Hannon 0-6, P Earls, JP Dalton 1-0, S Furlong 0-2, P McWalter 0-1 | (–)         | S Rea 0-4, A Curran, B Murphy 0-3, JJ Smith, D St Ledger 0-1 | Arbitrage : G. Kinneavy (Galway) | Arbitrage : G. Kinneavy (Galway) |
| 16 mai 2010       | Rapport                                                                          |             |                                                              | Arbitrage : G. Kinneavy (Galway) | Arbitrage : G. Kinneavy (Galway) |

| Tour préliminaire | Meath GAA                                                                                   | – 1-20 – 2-7 | Offaly GAA                                                                    | O'Moore Park, Portlaoise       |                                |
| 23 mai 2010       | C Ward 0-8 J Sheridan 1-3, S O'Rourke 0-4, S Bray 0-2, G O'Brien, N Crawford, B Farrell 0-1 | (–)          | K Casey 1-2, B Connor 1-0, N Darby 0-2, J Reynolds, N McNamee, A Sullivan 0-1 | Arbitrage : D. Fahy (Longford) | Arbitrage : D. Fahy (Longford) |
| 23 mai 2010       | Rapport                                                                                     |              |                                                                               | Arbitrage : D. Fahy (Longford) | Arbitrage : D. Fahy (Longford) |

| Tour préliminaire | Louth GAA                                                                | 1-11 – 1-7 | Longford GAA                                                             | O'Moore Park, Portlaoise       |                                |
| 23 mai 2010       | B White 0-4, S Lennon 1-0, C Judge, P Keenan, JP Rooney 0-2, D Byrne 0-1 | (–)        | B McElvaney 1-0, F McGee, S McCormack 0-2, P Foy, P Dowd, K Mulligan 0-1 | Arbitrage : P. Fox (Westmeath) | Arbitrage : P. Fox (Westmeath) |
| 23 mai 2010       | Rapport                                                                  |            |                                                                          | Arbitrage : P. Fox (Westmeath) | Arbitrage : P. Fox (Westmeath) |

| Quart de finale | Louth GAA                                                                                             | 1-22 - 1-16 | Kildare GAA                                                                          | Páirc Tailteann, Navan       |                              |
| 5 juin 2010     | B White 0-6, C Judge, S Lennon 0-4, A McDonnell, JP Rooney 0-3, R Finnegan 1-0, M Brennan, A Reid 0-1 | (–)         | J Doyle 0-9, P O'Neill 1-1, J Kavanagh 0-2, D Flynn, D Whyte, R Sweeney, A Smith 0-1 | Arbitrage : M. Duffy (Sligo) | Arbitrage : M. Duffy (Sligo) |
| 5 juin 2010     | Rapport                                                                                               |             |                                                                                      | Arbitrage : M. Duffy (Sligo) | Arbitrage : M. Duffy (Sligo) |

| Quart de finale | Wicklow GAA                                                                 | 1-11 - 0-15 | Westmeath GAA                                                                               | O'Connor Park, Tullamore      |                               |
| 6 juin 2010     | T Hannon 0-5, P Earls 1-1, S Furling 0-2, C Hyland, D Hayden, N Mernagh 0-1 | (–)         | M Flanagan, C Lynam, P Greville 0-3, D Glennon 0-2, P Bannon, M Ennis, D Harte, D Dolan 0-1 | Arbitrage : M. Collins (Cork) | Arbitrage : M. Collins (Cork) |
| 6 juin 2010     | Rapport                                                                     |             |                                                                                             | Arbitrage : M. Collins (Cork) | Arbitrage : M. Collins (Cork) |

| Quart de finale | Meath GAA                                                                                       | 2-13 - 1-16 après prolongations | Laois GAA | Croke Park, Dublin                                |                                                   |
| 13 juin 2010    | G Reilly 1-4, J Sheridan 0-3, C McGuinness 1-0, C Ward, S O'Rourke 0-2, S Bray, C Gillespie 0-1 | (–)                             | D Kingston 0-6, MJ Tierney 0-3, P McMahon 1-0, P Clancy, J O'Loughlin 0-2, C Healy, D Strong, R Munnelly 0-1 | Spectateurs : 49 757 Arbitrage : M. Duffy (Sligo) | Spectateurs : 49 757 Arbitrage : M. Duffy (Sligo) |
| 13 juin 2010    | Rapport                                                                                         |                                 | | Spectateurs : 49 757 Arbitrage : M. Duffy (Sligo) | Spectateurs : 49 757 Arbitrage : M. Duffy (Sligo) |

| Quart de finale | Wexford GAA                                                                    | 0-15 - 2-16 après prolongations | Dublin                                                                                      | Croke Park, Dublin                                      |                                                         |
| 13 juin 2010    | M Forde 0-7, S Roche, R Barry 0-2, E Bradley, A Flynn, C Lyng, PJ Banville 0-1 | (–)                             | B Brogan 2-4, T Quinn 0-4, C Keaney, A Brogan 0-2 M McAuley, P Flynn, B Cullen, K Nolan 0-1 | Spectateurs : 49 757 Arbitrage : M. Higgins (Fermanagh) | Spectateurs : 49 757 Arbitrage : M. Higgins (Fermanagh) |
| 13 juin 2010    | Rapport                                                                        |                                 |                                                                                             | Spectateurs : 49 757 Arbitrage : M. Higgins (Fermanagh) | Spectateurs : 49 757 Arbitrage : M. Higgins (Fermanagh) |

| Quart de finale – match rejoué | Meath GAA                                                                 | 2-14 - 0-10 | Laois GAA                                                                   | O'Connor Park, Tullamore                               |                                                        |
| 19 juin 2010                   | J Sheridan 2-2, G Reilly 0-4, C Ward, S O'Rourke 0-3, C King, B Meade 0-1 | (–)         | MJ Tierney 0-4, D Kingston 0-2, P O'Leary, P McMahon, C Healy, D Strong 0-1 | Spectateurs : 12 659 Arbitrage : M. Condon (Waterford) | Spectateurs : 12 659 Arbitrage : M. Condon (Waterford) |
| 19 juin 2010                   | Rapport                                                                   |             |                                                                             | Spectateurs : 12 659 Arbitrage : M. Condon (Waterford) | Spectateurs : 12 659 Arbitrage : M. Condon (Waterford) |

| Demi-finale  | Louth GAA                                                                                       | 1-15 - 2-10 | Westmeath GAA                                                                    | Croke Park, Dublin                                  |                                                     |
| 27 juin 2010 | C Judge 1-2, B White 0-4, P Keenan 0-3, S Lennon 0-2, M Brennan, A Reid, P Smith, D Maguire 0-1 | (–)         | P Greville 0-5, P Bannon 1-1, M Flanagan 1-0, D Glennon 0-2, D Dolan, G Egan 0-1 | Spectateurs : 60 035 Arbitrage : S. Doyle (Wexford) | Spectateurs : 60 035 Arbitrage : S. Doyle (Wexford) |
| 27 juin 2010 | Rapport                                                                                         |             |                                                                                  | Spectateurs : 60 035 Arbitrage : S. Doyle (Wexford) | Spectateurs : 60 035 Arbitrage : S. Doyle (Wexford) |

| Demi-finale  | Dublin GAA                                                     | 0-13 - 5-9 | Meath GAA                                                                        | Croke Park, Dublin                                  |                                                     |
| 27 juin 2010 | T Quinn 0-7, B Brogan 0-3, B Cullen, C Keaney, K McManamon 0-1 | (–)        | S Bray 2-1, C Ward 1-04, J Sheridan, B Farrell 1-0, S O'Rourke 0-3, G Reilly 0-1 | Spectateurs : 60 035 Arbitrage : P. Hughes (Armagh) | Spectateurs : 60 035 Arbitrage : P. Hughes (Armagh) |
| 27 juin 2010 | Rapport                                                        |            |                                                                                  | Spectateurs : 60 035 Arbitrage : P. Hughes (Armagh) | Spectateurs : 60 035 Arbitrage : P. Hughes (Armagh) |

| Finale          | Louth GAA | –   | Meath GAA | Croke Park, Dublin |  |
| 11 juillet 2010 |           | (–) |           |                    |  |

### Connacht Senior Football Championship

#### Matchs
| Quart de finale | New York GAA                                                 | 0-12 – 2-13 | Galway GAA                                                 | Gaelic Grounds, New York |                       |
| 2 mai 2010      | D Doona 0-5, J Murtagh 0-4, B Reilly, A O'Connor, J Bell 0-1 | (–)         | P Joyce 1-6, N Joyce 0-4, C Bane 1-1, M Clancy, G Sice 0-1 | Arbitrage : M. Condon    | Arbitrage : M. Condon |
| 2 mai 2010      | Rapport                                                      |             |                                                            | Arbitrage : M. Condon    | Arbitrage : M. Condon |

| Quart de finale | Londres GAA                                               | 0-6 – 0-14 | Roscommon GAA                                                  | Emerald GAA Grounds, Londres |                       |
| 30 mai 2010     | E O'Neill 0-2, P Geraghty, D Hayden, N Egan, E O'Cuiv 0-1 | (–)        | D Shine 0-9, G Heneghan 0-2, J Rogers, C Dineen, K Mannion 0-1 | Arbitrage : C. Reilly        | Arbitrage : C. Reilly |
| 30 mai 2010     | Rapport                                                   |            |                                                                | Arbitrage : C. Reilly        | Arbitrage : C. Reilly |

| Quart de finale | Sligo GAA                                                                                    | 0-15 – 1-8 | Mayo GAA                                   | Markievicz Park, Sligo |                      |
| 5 juin 2010     | C McGee 0-4, M Breheny, D Kelly 0-3 each, A Costello 0-2, J Davey, T Taylor, S Gilmartin 0-1 | (–)        | A Freeman 1-4, C Mortimer 0-3, A Moran 0-1 | Arbitrage : J. White   | Arbitrage : J. White |
| 5 juin 2010     | Rapport                                                                                      |            |                                            | Arbitrage : J. White   | Arbitrage : J. White |

| Demi-finale  | Roscommon GAA                                                | 1-13 - 0-11 | Leitrim GAA                               | Dr. Hyde Park, Roscommon         |                                  |
| 20 juin 2010 | D Shine 1-8, C Cregg 0-2, G Heneghan, K Mannion, D Casey 0-1 | (–)         | M Foley 0-8, J Glancy 0-2, D O'Connor 0-1 | Arbitrage : J. McQuillan (Cavan) | Arbitrage : J. McQuillan (Cavan) |
| 20 juin 2010 | Rapport                                                      |             |                                           | Arbitrage : J. McQuillan (Cavan) | Arbitrage : J. McQuillan (Cavan) |

| Demi-finale  | Galway GAA                                                     | 1-10 - 1-10 | Sligo GAA                                                               | Pearse Stadium, Salthill                             |                                                      |
| 27 juin 2010 | P Joyce 0-6, E Concannon 1-1, J Bergin, G Sice, G Bradshaw 0-1 | (–)         | D Kelly 1-3, C McGee 0-3, A Costello, M Breheny, T Taylor, K Cawley 0-1 | Spectateurs : 12 829 Arbitrage : D. Coldrick (Meath) | Spectateurs : 12 829 Arbitrage : D. Coldrick (Meath) |
| 27 juin 2010 | Rapport                                                        |             |                                                                         | Spectateurs : 12 829 Arbitrage : D. Coldrick (Meath) | Spectateurs : 12 829 Arbitrage : D. Coldrick (Meath) |

| Demi-finale – match rejoué | Sligo GAA | 1-14 - 0-16 | Galway GAA | Markievicz Park, Sligo |  |
| 4 juillet 2010             |           | (–)         |            |                        |  |
| 4 juillet 2010             | Rapport   |             |            |                        |  |

| Finale          | Sligo GAA | –   | Roscommon GAA |  |  |
| 18 juillet 2010 |           | (–) |               |  |  |

### Ulster Senior Football Championship

#### Matchs
| Tour préliminaire | Derry GAA                                     | 1-7 – 1-10 | Armagh GAA                                                             | Celtic Park, Derry                                 |                                                    |
| 16 mai 2010       | Paddy Bradley 1-2, M Lynch 0-4, E Bradley 0-1 | (–)        | S McDonnell 0-5, A Kernan 0-3, J Clarke 1-0, C Vernon, R Henderson 0-1 | Spectateurs : 10 242 Arbitrage : M. Deegan (Laois) | Spectateurs : 10 242 Arbitrage : M. Deegan (Laois) |
| 16 mai 2010       | Rapport                                       |            |                                                                        | Spectateurs : 10 242 Arbitrage : M. Deegan (Laois) | Spectateurs : 10 242 Arbitrage : M. Deegan (Laois) |

| Quart de finale | Antrim GAA                                                                           | 1-13 – 2-14 | Tyrone GAA | Casement Park, Belfast                                 |                                                        |
| 23 mai 2010     | P Cunningham 0-5, CJ McGourty 0-4, K Niblock 1-1, T McCann, M McCann, T Scullion 0-1 | (–)         | K Hughes 1-1, S O'Neill, S Cavanagh 0-3 each, O Mulligan 1-0, M Penrose 0-2, C Cavanagh, Justin McMahon, B Dooher, P Jordan, T McGuigan 0-1 | Spectateurs : 18 159 Arbitrage : P McEnaney (Monaghan) | Spectateurs : 18 159 Arbitrage : P McEnaney (Monaghan) |
| 23 mai 2010     | Rapport                                                                              |             | | Spectateurs : 18 159 Arbitrage : P McEnaney (Monaghan) | Spectateurs : 18 159 Arbitrage : P McEnaney (Monaghan) |

| Quart de finale | Donegal GAA                                                                                          | 2-10 – 1-15 après prolongations | Down GAA                                                          | MacCumhail Park, Ballybofey     |                                 |
| 30 mai 2010     | D Molloy 1-3, C Dunne 1-0, R Kavanagh, D Walsh, M Murphy, A Hanlon, M McHugh, C McFadden, E Wade 0-1 | (–)                             | B Coulter 1-4, D Hughes 0-4, M Poland, M Clarke 0-3, J Clarke 0-1 | Arbitrage : J McQuillan (Cavan) | Arbitrage : J McQuillan (Cavan) |
| 30 mai 2010     | Rapport                                                                                              |                                 |                                                                   | Arbitrage : J McQuillan (Cavan) | Arbitrage : J McQuillan (Cavan) |

| Quart de finale | Monaghan GAA                                                                                         | 1-18 - 0-9 | Armagh GAA                                                    | Casement Park, Belfast                               |                                                      |
| 6 juin 2010     | P Finlay 0-7, T Freeman 1-4, D Clerkin 0-2, C McManus, C Hanratty, V Corey, H McElroy, D Freeman 0-1 | (–)        | S McDonnell 0-4, J Clarke 0-2, A Kernan, P Duffy, G Swift 0-1 | Spectateurs : 11 675 Arbitrage : M. Sludden (Tyrone) | Spectateurs : 11 675 Arbitrage : M. Sludden (Tyrone) |
| 6 juin 2010     | Rapport                                                                                              |            |                                                               | Spectateurs : 11 675 Arbitrage : M. Sludden (Tyrone) | Spectateurs : 11 675 Arbitrage : M. Sludden (Tyrone) |

| Quart de finale | Cavan GAA                                                                   | 0-13 - 1-13 | Fermanagh GAA                                                                    | Breffni Park, Cavan                                |                                                    |
| 12 juin 2010    | G Smith 0-4, S Johnston 0-3, D Givney, M Brennan 0-2, P Brady, C Mackey 0-1 | (–)         | R Carson 1-3, P Ward 0-3, Rory Gallagher, C O'Brien, S Quigley 0-2, D Keenan 0-1 | Spectateurs : 9 677 Arbitrage : P. Fox (Westmeath) | Spectateurs : 9 677 Arbitrage : P. Fox (Westmeath) |
| 12 juin 2010    | Rapport                                                                     |             |                                                                                  | Spectateurs : 9 677 Arbitrage : P. Fox (Westmeath) | Spectateurs : 9 677 Arbitrage : P. Fox (Westmeath) |

| Demi-finale  | Tyrone GAA                                                                                     | 0-14 - 0-10 | Down GAA                                                                        | Casement Park, Belfast           |                                  |
| 19 juin 2010 | M Penrose 0-5, S Cavanagh 0-3, B Dooher 0-2, Joe McMahon, D Carlin, C Cavanagh, O Mulligan 0-1 | (–)         | M Clarke 0-3, M Poland, A Rogers 0-2 each, D Gordon, D Hughes, P McComiskey 0-1 | Arbitrage : G O’Conamha (Galway) | Arbitrage : G O’Conamha (Galway) |
| 19 juin 2010 | Rapport                                                                                        |             |                                                                                 | Arbitrage : G O’Conamha (Galway) | Arbitrage : G O’Conamha (Galway) |

| Demi-finale  | Fermanagh GAA                                                                    | 2-8 - 0-21 | Monaghan GAA | Breffni Park, Cavan          |                              |
| 27 juin 2010 | R Gallagher 1-2, D Keenan 1-1, D Ward, R Carson, P Ward, R Keenan, S Quigley 0-1 | (–)        | P Finlay 0-6, C McManus, T Freeman 0-3, D Clerkin, D Freeman, H McElroy 0-2, O Lennon, S Gollogly, M McElroy 0-1 | Arbitrage : M. Duffy (Sligo) | Arbitrage : M. Duffy (Sligo) |
| 27 juin 2010 | Rapport                                                                          |            | | Arbitrage : M. Duffy (Sligo) | Arbitrage : M. Duffy (Sligo) |

| Finale          | Tyrone GAA | –   | Monaghan |  |  |
| 18 juillet 2010 |            | (–) |          |  |  |

## All-Ireland Senior Football Championship

### Premier tour
Le tirage au sort du premier tour se déroule le 13 juin 2010. Il décide quelles équipes parmi celles éliminées dans leur championnat provincial avant les demi-finales vont se rencontrer.
| Premier tour | Carlow GAA                                                             | 2-9 - 1-18 | Derry GAA                                                                                          | Dr. Cullen Park, Carlow           |                                   |
| 26 juin 2010 | D St Ledger 1-4, M Carpenter 1-1, S Rea 0-2, S Gannon, P Broderick 0-1 | (–)        | E Bradley 1-6, M Lynch 0-4, J Kielt 0-3, M Craig, C McKeever, E McGuckian, E Muldoon, D Mullan 0-1 | Arbitrage : M. Condon (Waterford) | Arbitrage : M. Condon (Waterford) |
| 26 juin 2010 | Rapport                                                                |            | | Arbitrage : M. Condon (Waterford) | Arbitrage : M. Condon (Waterford) |

| Premier tour | Kildare GAA                                                                            | 0-15 - 0-15 après prolongations | Antrim                                                     | St. Conleth's Park, Newbridge |                               |
| 26 juin 2010 | J Doyle 0-7, P O'Neill, R Sweeney 0-2, E Bolton, J Kavanagh, G White, E O'Flaherty 0-1 | (–)                             | P Cunningham 0-10, K McGourty 0-3, K O'Boyle, T McCann 0-1 | Arbitrage : M. Deegan (Laois) | Arbitrage : M. Deegan (Laois) |
| 26 juin 2010 | Rapport                                                                                |                                 |                                                            | Arbitrage : M. Deegan (Laois) | Arbitrage : M. Deegan (Laois) |

| Premier tour | Offaly GAA | 2-18 - 1-18 Après prolongations | Clare GAA                                                                   | O'Connor Park, Tullamore           |                                    |
| 26 juin 2010 | K Casey 1-4, N McNamee 0-5, D Egan 1-1, C McManus 0-3, K Slattery, B Geraghty, J Reynolds, A Sullivan, G Guilfoyle 0-1 | (–)                             | D Tubridy 0-12, K Cahill 1-1, G Brennan, A Clohessy, D Molohan, G Kelly 0-1 | Arbitrage : M. Higgins (Fermanagh) | Arbitrage : M. Higgins (Fermanagh) |
| 26 juin 2010 | Rapport |                                 |                                                                             | Arbitrage : M. Higgins (Fermanagh) | Arbitrage : M. Higgins (Fermanagh) |

| Premier tour | Mayo GAA                                                                    | 0-14 - 1-12 | Longford GAA                                                                 | Pearse Park, Longford             |                                   |
| 26 juin 2010 | A Freeman 0-5, A Dillon 0-4, A Moran 0-2, S O'Shea, C Mortimer, B Moran 0-1 | (–)         | F McGee 0-5, B Kavanagh 0-4, P Kelly 1-0, S Mulligan, K Mulligan, P Dowd 0-1 | Arbitrage : G. O’Conamha (Galway) | Arbitrage : G. O’Conamha (Galway) |
| 26 juin 2010 | Rapport                                                                     |             |                                                                              | Arbitrage : G. O’Conamha (Galway) | Arbitrage : G. O’Conamha (Galway) |

| Premier tour | Armagh GAA                                                                   | 2-14 - 0-11 | Donegal GAA                                                   | Crossmaglen                  |                              |
| 26 juin 2010 | J Clarke 2-2, A Kernan, G Swift, S McDonnell 0-3, J Feeney 0-2, C Vernon 0-1 | (–)         | M Murphy 0-7, N Gallagher, M McHugh, C McFadden, A Hanlon 0-1 | Arbitrage : M. Duffy (Sligo) | Arbitrage : M. Duffy (Sligo) |
| 26 juin 2010 | Rapport                                                                      |             |                                                               | Arbitrage : M. Duffy (Sligo) | Arbitrage : M. Duffy (Sligo) |

| Premier tour | Cavan GAA                                                                         | 0-15 - 2-8 | Wicklow GAA                                                                | Breffni Park, Cavan           |                               |
| 26 juin 2010 | S Johnston 0-6, G Smith 0-4, R Flanagan 0-2, E McGuigan, M McKeever, A Clarke 0-1 | (–)        | T Hannon 0-5, L Glynn, S Furlong 1-0, N Mernagh, P Cunningham, P Earls 0-1 | Arbitrage : C. Reilly (Meath) | Arbitrage : C. Reilly (Meath) |
| 26 juin 2010 | Rapport                                                                           |            |                                                                            | Arbitrage : C. Reilly (Meath) | Arbitrage : C. Reilly (Meath) |

| Premier tour | Wexford GAA | 4-22 - 0-9 | Londres GAA                                                                        | Ruislip                        |                                |
| 27 juin 2010 | PJ Banville 2-4, M Forde 0-7, S Roche 1-2, C Lyng 0-4, A Doyle 1-0, D Murphy, B Malone, D Waters, B Doyle, R Barry 0-1 | (–)        | Horan 0-2, S Conroy, C Eastwood, B Smyth, D Hayden, K Phair, N Egan, S McVeigh 0-1 | Arbitrage : D. Fahy (Longford) | Arbitrage : D. Fahy (Longford) |
| 27 juin 2010 | Rapport |            |                                                                                    | Arbitrage : D. Fahy (Longford) | Arbitrage : D. Fahy (Longford) |

| Premier tour | Tipperary GAA                                                       | 0-13 - 0-12 | Laois GAA | Semple Stadium, Thurles                           |                                                   |
| 27 juin 2010 | B Grogan 0-7, P Acheson, B Mulvihill 0-2, G Hannigan, S Hahessy 0-1 | (–)         | J O'Loughlin, P Clancy, D Kingston 0-2, P McMahon, B Sheehan, N Donoher, MJ Tierney, R Munnelly, C Rogers 0-1 | Spectateurs : 1 367 Arbitrage : M. Collins (Cork) | Spectateurs : 1 367 Arbitrage : M. Collins (Cork) |
| 27 juin 2010 | Rapport                                                             |             | | Spectateurs : 1 367 Arbitrage : M. Collins (Cork) | Spectateurs : 1 367 Arbitrage : M. Collins (Cork) |

| Premier tour – Match d’appui | Antrim GAA | 0-9 - 1-15 | Kildare GAA | Casement Park, Belfast |  |
| 3 juillet 2010               |            | (–)        |             |                        |  |
| 3 juillet 2010               | Rapport    |            |             |                        |  |

### Deuxième tour
Le tirage au sort du deuxième tour s’est déroulé le 28 juin 2010. Les huit vainqueurs du premier tour rencontrent chacun un des perdants des demi-finales provinciales.
| Deuxième tour   | Kildare GAA                                                                               | 1-12 - 0-6 | Leitrim GAA                                     | St. Conleth's Park, Newbridge |                               |
| 10 juillet 2010 | J Kavanagh 1-4, J Doyle 0-3, H Lynch, E Callaghan, M O'Flaherty, P O'Neill, R Sweeney 0-1 | (–)        | M Foley 0-3, R Mulvey, S Canning, D Sweeney 0-1 | Arbitrage : C. Reilly (Meath) | Arbitrage : C. Reilly (Meath) |
| 10 juillet 2010 | Report                                                                                    |            |                                                 | Arbitrage : C. Reilly (Meath) | Arbitrage : C. Reilly (Meath) |

| Deuxième tour   | Dublin GAA | 1-21 - 1-13 | Tipperary GAA                                                | Croke Park, Dublin                 |                                    |
| 10 juillet 2010 | B Brogan 0-7, A Brogan 0-4, M MacAuley 1-1, C Keaney 0-3, R McConnell 0-2, S Cluxton, E Fennell, E O'Gara, K McManamon 0-1 | (–)         | B Grogan 1-5, P Austin, C Sweeney 0-3, S Hahessy, B Coen 0-1 | Arbitrage : P. McEnaney (Monaghan) | Arbitrage : P. McEnaney (Monaghan) |
| 10 juillet 2010 | Report |             |                                                              | Arbitrage : P. McEnaney (Monaghan) | Arbitrage : P. McEnaney (Monaghan) |

| Deuxième tour   | Cork GAA                                                                                          | 1-19 - 0-4 | Cavan GAA                                | Pairc Ui Chaoimh, Cork         |                                |
| 10 juillet 2010 | D Goulding 0-8, C O'Neill 0-4, P Kelly 0-3, P O'Neill 1-0, C Sheehan 0-2, F Goold, D Kavanagh 0-1 | (–)        | R Flanagan 0-2, C Mackey, S Johnston 0-1 | Arbitrage : S. Doyle (Wexford) | Arbitrage : S. Doyle (Wexford) |
| 10 juillet 2010 | Report                                                                                            |            |                                          | Arbitrage : S. Doyle (Wexford) | Arbitrage : S. Doyle (Wexford) |

| Deuxième tour   | Offaly GAA                                                                                | 0-15 - 0-10 | Waterford GAA                                                   | O'Connor Park, Tullamore      |                               |
| 10 juillet 2010 | N McNamee 0-5, C McManus 0-3, G Guilfoyle, A Sullivan 0-2, K Casey, B Connor, R Brady 0-1 | (–)         | G Hurney 0-5, C McGrath 0-2, S Briggs, M Donnelly, P Hurney 0-1 | Arbitrage : A. Mangan (Kerry) | Arbitrage : A. Mangan (Kerry) |
| 10 juillet 2010 | Report                                                                                    |             |                                                                 | Arbitrage : A. Mangan (Kerry) | Arbitrage : A. Mangan (Kerry) |

| Deuxième tour   | Galway GAA                                                      | 0-13 - 1-11 | Wexford GAA                                                    | Pearse Stadium, Salthill       |                                |
| 10 juillet 2010 | P Joyce 0-6, C Bane 0-4, G O'Donnell, M Clancy, S Armstrong 0-1 | (–)         | C Lyng 1-6, A Flynn, E Bradley, C Morris, R Barry, M Forde 0-1 | Arbitrage : J. White (Donegal) | Arbitrage : J. White (Donegal) |
| 10 juillet 2010 | Report                                                          |             |                                                                | Arbitrage : J. White (Donegal) | Arbitrage : J. White (Donegal) |

| Deuxième tour   | Down GAA                                                                | 1-14 - 1-10 | Longford GAA                             | Pairc Esler, Newry                 |                                    |
| 10 juillet 2010 | M Clarke 1-5, D Hughes, M Poland 0-3, B Coulter, J Clarke, D Rooney 0-1 | (–)         | F McGee 1-7, P Barden 0-2, N Farrell 0-1 | Arbitrage : M. Higgins (Fermanagh) | Arbitrage : M. Higgins (Fermanagh) |
| 10 juillet 2010 | Report                                                                  |             |                                          | Arbitrage : M. Higgins (Fermanagh) | Arbitrage : M. Higgins (Fermanagh) |

| Deuxième tour   | Westmeath GAA                                               | 1-7 - 0-13 | Derry GAA                                            | Cusack Park, Mullingar       |                              |
| 10 juillet 2010 | D Dolan 0-4, M Flanagan 1-0, M Ennis, D Duffy, P Bannon 0-1 | (–)        | J Kielt, M Lynch 0-5, E Bradley 0-2, R Wilkinson 0-1 | Arbitrage : M. Duffy (Sligo) | Arbitrage : M. Duffy (Sligo) |
| 10 juillet 2010 | Report                                                      |            |                                                      | Arbitrage : M. Duffy (Sligo) | Arbitrage : M. Duffy (Sligo) |

| Deuxième tour   | Fermanagh GAA                       | 0-7 - 0-11 | Armagh GAA                                                | Brewster Park, Enniskillen     |                                |
| 11 juillet 2010 | S Quigley 0-5, B Cox, T McElroy 0-1 | (–)        | S McDonnell 0-6, J Clarke, C Vernon 0-2 each, G Swift 0-1 | Arbitrage : D. Fahy (Longford) | Arbitrage : D. Fahy (Longford) |
| 11 juillet 2010 | Report                              |            |                                                           | Arbitrage : D. Fahy (Longford) | Arbitrage : D. Fahy (Longford) |

### Troisième tour
Les matchs du troisième tour ont été tirés au sort le 11 juillet 2010. Les huit vainqueurs du deuxième tour se rencontrent entre eux pour diminuer le nombre d’équipes à quatre.
| Troisième tour  | Dublin GAA                                                              | 0-14 - 0-11 | Armagh GAA                                                                        | Croke Park, Dublin               |                                  |
| 17 juillet 2010 | B Brogan 0-9, S Cluxton, K McManamon, P McMahon, P Flynn, E Fennell 0-1 | (–)         | S McDonnell 0-5, C McKeever, A Kernan, J Clarke, B Mallon, M Mackin, J Feeney 0-1 | Arbitrage : J. McQuillan (Cavan) | Arbitrage : J. McQuillan (Cavan) |
| 17 juillet 2010 | Report                                                                  |             |                                                                                   | Arbitrage : J. McQuillan (Cavan) | Arbitrage : J. McQuillan (Cavan) |

| Troisième tour  | Wexford GAA                                        | 0-5 - 0-12 | Cork GAA                                                                     | Wexford Park, Wexford            |                                  |
| 18 juillet 2010 | A Flynn, E Bradley, C Lyng, M Forde, B Brosnan 0-1 | (–)        | P Kelly 0-4, D Goulding 0-3, C Sheehan 0-2, G Canty, A Walsh, J Miskella 0-1 | Arbitrage : G. Kinneavy (Galway) | Arbitrage : G. Kinneavy (Galway) |
| 18 juillet 2010 | Report                                             |            |                                                                              | Arbitrage : G. Kinneavy (Galway) | Arbitrage : G. Kinneavy (Galway) |

| Troisième tour  | Derry GAA                                                                     | 1-9 - 2-17 | Kildare GAA                                                                                       | Celtic Park, Derry           |                              |
| 17 juillet 2010 | E Bradley 0-3, R Wilkinson 1-0, J Kielt, M Lynch 0-2, E Muldoon, D Mullan 0-1 | (–)        | J Doyle 0-8, E Callaghan 1-4, A Smith 1-0, P O'Neill 0-2, H McGrillen, E Bolton, E O'Flaherty 0-1 | Arbitrage : M. Duffy (Sligo) | Arbitrage : M. Duffy (Sligo) |
| 17 juillet 2010 | Report                                                                        |            |                                                                                                   | Arbitrage : M. Duffy (Sligo) | Arbitrage : M. Duffy (Sligo) |

| Troisième tour  | Offaly GAA                                                                           | 1-10 - 1-12 | Down GAA                                                                      | O'Connor Park, Tullamore       |                                |
| 17 juillet 2010 | K Casey 1-1, R Brady, B Connor, C McManus 0-2, A Sullivan, J Reynolds, N McNamee 0-1 | (–)         | M Clarke 0-5, A Carr 1-0, M Poland 0-3, J Clarke 0-2, B Coulter, D Hughes 0-1 | Spectateurs : M. Duffy (Sligo) | Spectateurs : M. Duffy (Sligo) |
| 17 juillet 2010 | Report                                                                               |             |                                                                               | Spectateurs : M. Duffy (Sligo) | Spectateurs : M. Duffy (Sligo) |

### Quatrième tour
Le tirage au sort des matchs du quatrième tour a lieu le 18 juillet 2010. Les quatre vainqueurs du troisième tour rencontrent chacun une des quatre équipes ayant perdu en finale des championnats provinciaux.
| Quatrième tour  | Louth GAA                                                                          | 0-13 - 2-14 | Dublin GAA                                                                                                  | Croke Park, Dublin                 |                                    |
| 24 juillet 2010 | B White, D Clarke 0-3, D Byrne, P Keenan 0-2, A McDonnell, S Lennon, D Maguire 0-1 | (–)         | E O'Gara 2-1, B Cullen, B Brogan 0-3, S Cluxton 0-2, G Brennan, R McConnell, A Brogan, P Flynn, T Quinn 0-1 | Arbitrage : P. McEnaney (Monaghan) | Arbitrage : P. McEnaney (Monaghan) |
| 24 juillet 2010 | Report                                                                             |             | | Arbitrage : P. McEnaney (Monaghan) | Arbitrage : P. McEnaney (Monaghan) |

| Quatrième tour  | Limerick GAA                                                                     | 1-11 - 0-16           | Cork GAA                                                                                           | Gaelic grounds, Limerick       |                                |
| 27 juillet 2010 | G Collins 1-4, S Lavin 0-2, J Ryan, C Fitzgerald, B Scanlon, S Kelly, I Ryan 0-1 | (après prolongations) | D Goulding 0-7, D O'Connor, C O'Neill 0-2, D Kavanagh, A Walsh, C Sheehan, A O'Connor, P Kelly 0-1 | Arbitrage : P. Hughes (Armagh) | Arbitrage : P. Hughes (Armagh) |
| 27 juillet 2010 | Report                                                                           |                       | | Arbitrage : P. Hughes (Armagh) | Arbitrage : P. Hughes (Armagh) |

| Quatrième tour  | Monaghan GAA | 1-11 - 1-15 | Kildare GAA                                                                                           | Croke Park, Dublin             |                                |
| 27 juillet 2010 | H McElroy 1-0, P Finlay 0-3, D Freeman, D Hughes, O Lennon, K Hughes, C Hanratty, C McManus, T Freeman, S Gollogly 0-1 | (–)         | J Kavanagh 0-5, R Sweeney 1-1, J Doyle, E Callaghan, E O'Flaherty 0-2, E Bolton, D Flynn, A Smith 0-1 | Arbitrage : J. White (Donegal) | Arbitrage : J. White (Donegal) |
| 27 juillet 2010 | Report |             | | Arbitrage : J. White (Donegal) | Arbitrage : J. White (Donegal) |

| Quatrième tour  | Sligo GAA                                  | 0-10 - 3-20 | Down GAA | Breffni Park, Cavan           |                               |
| 24 juillet 2010 | A Marren 0-4, S Coen, D Kelly, C McGee 0-2 | (–)         | R Murtagh 1-5, J Clarke, A Rogers 1-1, M Clarke 0-4, D Hughes 0-3, M Poland 0-2, K McKernan, P Fitzpatrick, P McComiskey, C Garvey 0-1 | Arbitrage : M. Deegan (Laois) | Arbitrage : M. Deegan (Laois) |
| 24 juillet 2010 | Report                                     |             | | Arbitrage : M. Deegan (Laois) | Arbitrage : M. Deegan (Laois) |

### Phases finales
|  | Quarts de finale | Quarts de finale |             |      | Demi-finales | Demi-finales |  |  | Finale | Finale |
|  | Quarts de finale | Quarts de finale |             |      | Demi-finales | Demi-finales |  |  | Finale | Finale |
|  |                  |                  |             |      |              |              |  |  |        |        |
|  |                  |                  |             |      |              |              |  |  |        |        |
|  |                  |                  |             |      |              |              |  |  |        |        |
|  | Roscommon GAA    | 0-10             |             |      |              |              |  |  |        |        |
|  | Roscommon GAA    | 0-10             |             |      |              |              |  |  |        |        |
|  | Cork GAA         | 1-16             |             |      |              |              |  |  |        |        |
|  | Cork GAA         | 1-16             | Cork GAA    | 1-15 |              |              |  |  |        |        |
|  |                  |                  | Cork GAA    | 1-15 |              |              |  |  |        |        |
|  |                  | Dublin GAA       | 1-14        |      |              |              |  |  |        |        |
|  | Tyrone GAA       | Dublin GAA       | 1-14        | 0-13 |              |              |  |  |        |        |
|  | Tyrone GAA       |                  |             | 0-13 |              |              |  |  |        |        |
|  | Dublin GAA       | 1-15             |             |      |              |              |  |  |        |        |
|  | Dublin GAA       | 1-15             | Cork GAA    | 0-16 |              |              |  |  |        |        |
|  |                  |                  | Cork GAA    | 0-16 |              |              |  |  |        |        |
|  |                  | Down GAA         | 0-15        |      |              |              |  |  |        |        |
|  | Meath GAA        | Down GAA         | 0-15        | 1-12 |              |              |  |  |        |        |
|  | Meath GAA        |                  |             | 1-12 |              |              |  |  |        |        |
|  | Kildare GAA      | 2-17             |             |      |              |              |  |  |        |        |
|  | Kildare GAA      | 2-17             | Kildare GAA | 1-14 |              |              |  |  |        |        |
|  |                  |                  | Kildare GAA | 1-14 |              |              |  |  |        |        |
|  |                  | Down GAA         | 1-16        |      |              |              |  |  |        |        |
|  | Kerry GAA        | Down GAA         | 1-16        | 1-10 |              |              |  |  |        |        |
|  | Kerry GAA        |                  |             | 1-10 |              |              |  |  |        |        |
|  | Down GAA         | 1-16             |             |      |              |              |  |  |        |        |
|  | Down GAA         | 1-16             |             |      |              |              |  |  |        |        |

Les quarts-de-finale voient l’entrée en lice des quatre champions provinciaux, Roscommon, Meath, Tyrone et Kerry. Chacune de ces équipes joue contre un des quatre vainqueurs du quatrième tour.
Les quarts de finale sont marqués par un coup de tonnerre sans précédent : les quatre équipes championnes de leur province sont toutes les quatre éliminées dès leur premier match.
| Quart de finale | Kerry GAA                                | 1-10 - 1-16 | Down GAA | Croke Park, Dublin                                                |                                                                   |
| 31 juillet 2010 | C Cooper 0-7, B Sheehan 0-3, D Moran 1-0 | (–)         | M Poland 1-2, M Clarke 0-4, B Coulter 0-3, P McComiskey, A Rodgers 0-2, C Maginn, R Murtagh, P Fitzpatrick 0-1 | Spectateurs : 62 749 spectateurs Arbitrage : J. McQuillan (Cavan) | Spectateurs : 62 749 spectateurs Arbitrage : J. McQuillan (Cavan) |
| 31 juillet 2010 | Rapport                                  |             | | Spectateurs : 62 749 spectateurs Arbitrage : J. McQuillan (Cavan) | Spectateurs : 62 749 spectateurs Arbitrage : J. McQuillan (Cavan) |

| Quart de finale | Tyrone GAA                                              | 0-13 - 1-15 | Dublin GAA                                                                                     | Croke Park, Dublin                                               |                                                                  |
| 31 juillet 2010 | M Penrose, O Mulligan 0-5, P Jordan 0-2, B McGuigan 0-1 | (–)         | B Brogan 0-9, E O'Gara 1-0, B Cullen, S Cluxton, P McMahon, A Brogan, C Keaney, M MacAuley 0-1 | Spectateurs : 62 749 spectateurs Arbitrage : D. Coldrick (Meath) | Spectateurs : 62 749 spectateurs Arbitrage : D. Coldrick (Meath) |
| 31 juillet 2010 | Report                                                  |             |                                                                                                | Spectateurs : 62 749 spectateurs Arbitrage : D. Coldrick (Meath) | Spectateurs : 62 749 spectateurs Arbitrage : D. Coldrick (Meath) |

| Quart de finale | Roscommon GAA                                                          | 0-10 - 1-16 | Cork GAA                                                                              | Croke Park, Dublin                                             |                                                                |
| 1er août 2010   | D Shine 0-5, M Finneran, K Mannion, D O'Gara, J Rogers, G Heneghan 0-1 | (–)         | D Goulding 0-6, P O'Neill 1-2, D O'Connor 0-3, P Kerrigan, C Sheehan 0-2, G Canty 0-1 | Spectateurs : 47 016 spectateurs Arbitrage : C. Reilly (Meath) | Spectateurs : 47 016 spectateurs Arbitrage : C. Reilly (Meath) |
| 1er août 2010   | Report                                                                 |             |                                                                                       | Spectateurs : 47 016 spectateurs Arbitrage : C. Reilly (Meath) | Spectateurs : 47 016 spectateurs Arbitrage : C. Reilly (Meath) |

| Quart de finale | Meath GAA                                                                                | 1-12 - 2-17 | Kildare GAA                                                                             | Croke Park, Dublin                                            |                                                               |
| 1er août 2010   | C Ward 1-2, J Sheridan 0-3, G Reilly, S O'Rourke 0-2, C O'Connor, B Meade, J Queeney 0-1 | (–)         | J Doyle 0-8, E O'Flaherty 0-5, J Kavanagh 1-1, A Smith 1-0, P O'Neill 0-2, E Bolton 0-1 | Spectateurs : 47 016 spectateurs Arbitrage : M. Duffy (Sligo) | Spectateurs : 47 016 spectateurs Arbitrage : M. Duffy (Sligo) |
| 1er août 2010   | Report                                                                                   |             |                                                                                         | Spectateurs : 47 016 spectateurs Arbitrage : M. Duffy (Sligo) | Spectateurs : 47 016 spectateurs Arbitrage : M. Duffy (Sligo) |

| Demi-finale  | Cork GAA                                                                                    | 1-15 - 1-14 | Dublin GAA                                                                             | Croke Park, Dublin                                 |                                                    |
| 22 août 2010 | D O'Connor 1-5, D Goulding 0-4, P Kelly 0-2, A Walsh, P Kerrigan, C O'Neill, D Kavanagh 0-1 | (–)         | B Brogan 1-7, A Brogan 0-2, P McMahon, R McConnell, M MacAuley, B Cullen, C Keaney 0-1 | Spectateurs : 82 225 Arbitrage : M. Deegan (Laois) | Spectateurs : 82 225 Arbitrage : M. Deegan (Laois) |
| 22 août 2010 | Rapport                                                                                     |             |                                                                                        | Spectateurs : 82 225 Arbitrage : M. Deegan (Laois) | Spectateurs : 82 225 Arbitrage : M. Deegan (Laois) |

| Demi-finale  | Kildare GAA                                                                                         | 1-14 - 1-16 | Down GAA | Croke Park, Dublin                                      |                                                         |
| 29 août 2010 | J Doyle 0-6, E Callaghan 1-1, H Lynch 0-2, M O'Flaherty, E Bolton, J Kavanagh, K Ennis, D Lyons 0-1 | (–)         | B Coulter 1-2, M Clarke, M Poland 0-3, K McKernan, D Hughes 0-2, P Fitzpatrick, P McComiskey, C Maginn, R Murtagh 0-1 | Spectateurs : 62 182 Arbitrage : P. McEnaney (Monaghan) | Spectateurs : 62 182 Arbitrage : P. McEnaney (Monaghan) |
| 29 août 2010 | Rapport                                                                                             |             | | Spectateurs : 62 182 Arbitrage : P. McEnaney (Monaghan) | Spectateurs : 62 182 Arbitrage : P. McEnaney (Monaghan) |

## La finale
| Finale                  | Cork GAA                                                        | 0-16 - 0-15 | Down GAA | Croke Park                                              |                                                         |
| 19 septembre 2010 15:30 | Daniel Goulding 0-09, Donncha O'Connor 0-05, Paul Kerrigan 0-01 | (–)         | Martin Clarke, Paul McComiskey, Daniel Hughes 0-03, Ronan Murtagh John Clarke, Benny Coulter, Mark Poland, Peter Fitzpatrick, Kevin McKernan 0-01 | Spectateurs : 81 604 Arbitrage : David Coldrick (Meath) | Spectateurs : 81 604 Arbitrage : David Coldrick (Meath) |
| 19 septembre 2010 15:30 | (Rapport)                                                       |             | | Spectateurs : 81 604 Arbitrage : David Coldrick (Meath) | Spectateurs : 81 604 Arbitrage : David Coldrick (Meath) |

| Cork | Down |